# Coeriana zopissa
Coeriana zopissa är en fjärilsart som beskrevs av Heinrich Benno Möschler 1880. Coeriana zopissa ingår i släktet Coeriana och familjen nattflyn. Inga underarter finns listade i Catalogue of Life.